# Aleksander Mikołajczak (aktor)
Aleksander Mikołajczak (ur. 24 stycznia 1953 w Poznaniu) – polski aktor teatralny, filmowy i dubbingowy.

## Życiorys
Ukończył studia na PWST w Krakowie w 1976 r. Rok później otrzymał dyplom. Wspólnie z żoną Marzanną Graff stworzył projekt MamTeatr. Występuje również gościnnie w Teatrze „Polonia” w Warszawie.
Pracował w Teatrze Dramatycznym w Legnicy (1977–1978), Teatrze im. Jana Kochanowskiego w Opolu (1978–1979), Teatrze im. Stefana Jaracza w Łodzi (1979–1983), Teatrze Nowym w Warszawie (1983–1989), Teatrze Na Kresach w Suwałkach (1990–1991).
Od 2009 jest Honorowym Ambasadorem Dzieci Chorych na Guzy Mózgu. W roku 2010 otrzymał nagrodę Bursztynowe drzewo w kategorii „Najlepszy aktor” za rolę w spektaklu „Serca Moc”. W roku 2011 otrzymał honorowy tytuł „Ambasador Sybiraków” za rolę w spektaklu „Podaj Dłoń”.

## Życie prywatne
Ma dwoje dzieci, aktorkę Izę Miko i Sebastiana Mikołajczaka. Jego żoną jest Marzanna Graff, pisarka, scenarzystka i aktorka.

## Filmografia

### Filmy
- 1976: Ocalić miasto – kanalarz Wodowiak
- 1979: Operacja Himmler – Niemiec robiący zastrzyki
- 1980: Ćma – recenzent w wydawnictwie
- 1980: Gorączka – robotnik przed fabryką
- 1981: Przypadek – działacz ZSMP
- 1984: Romans z intruzem – Adam Kossowicz
- 1988: Kornblumenblau – blokowy uczący piosenki
- 1990: Kramarz – milicjant podwożący Chruścika
- 1990: Rozmowy o miłości – gość na przyjęciu u Steców
- 1990: Kapitan Conrad
- 1991: V.I.P. – mężczyzna na Okęciu
- 1993: Pożegnanie z Marią – mężczyzna
- 1996: Gry uliczne – dyrektor MSW
- 1999: Dług – oficer dochodzeniowy nad Wisłą
- 2000: Pierwszy milion – robotnik sprzedający Frikowi akcje
- 2000: Wielkie rzeczy: System – Rzepecki, sąsiad Ratajczaka
- 2001: Pieniądze to nie wszystko – współwłaściciel „Krewetki”
- 2002: Haker – kasjer w hipermarkecie
- 2003: Symetria – adwokat Łukasza
- 2003: Sukces – ojciec
- 2004: Mój Nikifor – bufetowy na dworcu w Krynicy
- 2006: Plac Zbawiciela – prawnik, przyjaciel Teresy
- 2006: Job, czyli ostatnia szara komórka – krytyk filmowy
- 2007: Ranczo Wilkowyje – kierowca taksówki
- 2008: Kochaj i tańcz – ksiądz
- 2008: Boisko bezdomnych – działacz sportowy
- 2009: Popiełuszko. Wolność jest w nas – ksiądz Georg Hussler z niemieckiego Caritasu
- 2009: Ostatnia akcja – aukcjoner
- 2009: Enen – ordynator Kański
- 2010: Trick – przedstawiciel MSZ
- 2012: Ixjana – kardiolog
- 2013: Sierpniowe niebo. 63 dni chwały – 2 role: dozorca Wiesław; inwestor Zdzisław Podsiolak
- 2014: Karuzela – Janusz, ojciec Piotra
- 2018: Prymas Hlond – biskup Choquet

### Seriale
- 1987: Rzeka kłamstwa (odc. 7)
- 1987: 07 zgłoś się – Olszewski, oficer w „kontroli lotów” (odc. 19)
- 1991: Panny i wdowy (odc. 2)
- 1991: Pogranicze w ogniu – Leśniczy (odc. 12)
- 1993: Czterdziestolatek. 20 lat później – Naczelnik na uroczystości otwarcia mostu (odc. 12)
- 1994: Stella Stellaris
- 1994: Spółka rodzinna – Oficer UOP (odc. 9 i 10)
- 1994: Jest jak jest – Kabulak (odc. 2, 12 i 15)
- 1995: Sukces... – pracownik „Dorexu” (odc. 1)
- 1995: Archiwista
- 1995: Ekstradycja – Porucznik WOP
- 1996–2000: Dom – Pracownik Radiokomitetu (odc. 15, 16, 22 i 23)
- 1997–2006: Klan – Doktor Dariusz Kuczera, ginekolog Bogny
- 1998: Z pianką czy bez – Tata organizujący ślub córce (odc. 9)
- 1998: 13 posterunek – Minister (odc. 11)
- 1999: Pierwszy milion – Robotnik sprzedający Frikowi akcje
- 2000–2001: Adam i Ewa – Lekarz Andrzej Nelfild
- 2001: Marszałek Piłsudski – Władysław Sikorski (odc. 5)
- 2001–2012: M jak miłość – Lekarz położnik (odc. 27, 28, 112 i 160); Ryszard Zawada, mąż Weroniki (odc. 929, 933, 937, 938)
- 2001: Miodowe lata – Policjant (odc. 92)
- 2002: Sfora – Chryń (odc. 6)
- 2002: Kasia i Tomek – Celnik (seria I, odc. 14, głos)
- 2002–2010: Samo życie – Stefan Fronczak
- 2003: Daleko od noszy – dyrektor (odc. 5)
- 2003: Na Wspólnej – Wojciech Femer
- 2004: Dziupla Cezara – Janusz Szlachta (odc. 2)
- 2004–2014: Pierwsza miłość – Konopka, ojciec Stefanii
- 2005: Pensjonat pod Różą – Kontrahent (odc. 90 i 91)
- 2005–2011: Plebania – Moderator (odc. 573); kontroler (odc. 1741-1744, 1746, 1748)
- 2006: U fryzjera – Stan, kuzyn Grzegorza (odc. 7)
- 2006: Niania – doktor Kocur (odc. 57)
- 2006: Kryminalni – Czaja (odc. 59 i 60)
- 2006: Fala zbrodni – pan Zbyszek, dyrektor restauracji (odc. 56)
- 2006–2007: Na dobre i na złe – mecenas Karol Kalina
- 2006: Egzamin z życia – klient w barze (odc. 43)
- 2007: Odwróceni – oficer (odc. 11)
- 2007: Prawo miasta – prokurator Zbigniew Przybylski (odc. 14, 16 i 17)
- 2007: Halo Hans! – generał von Schpeck (odc. 6)
- 2007: Ekipa – Kornilczuk, poseł Konwentu Patriotycznego
- 2008: Teraz albo nigdy! – redaktor naczelny (odc. 6)
- 2008–2009: Czas honoru – Haliński (odc. 3 i 16)
- 2008: Doręczyciel – Edward Dybowski, klient agencji reklamowej (odc. 6)
- 2008: 39 i pół – dyrektor liceum (odc. 10)
- 2009: Synowie – klient „Vabika” (odc. 24 i 25)
- 2009: Popiełuszko. Wolność jest w nas – ksiądz Georg Hussler z niemieckiego Caritasu
- 2009–2013: Ojciec Mateusz – Wasilewski, ojciec Jacka (odc. 21); dyrektor biegu (odc. 97); Józef Górski, ojciec Karoliny (odc. 130)
- 2009: Naznaczony – śledczy (odc. 7)
- 2009: Blondynka – szczurołap (odc. 8)
- 2010: Ludzie Chudego – Zaręba (odc. 3 i 4)
- 2010: Nowa – Jerzy Rogalski, ojciec Kamila (odc. 7)
- 2010–2012: Hotel 52 – Kozłowski, kierowca hotelowy (odc. 2 i 12); ojciec Alicji (odc. 73)
- 2011: Układ warszawski – Stefan Oporny (odc. 1)
- 2011: Rezydencja – Albert Rogacki
- 2011–2012: Ranczo – naczelnik Bieżun z Regionalnej Izby Obrachunkowej
- 2011–2012: Galeria – komendant
- 2011: Instynkt – komendant główny policji (odc. 12)
- 2011: Linia życia – profesor Wiktor Ostrowski, ojciec Michała i Moniki Pruskiej
- 2012: Prawo Agaty – sędzia Zajkowski (odc. 12)
- 2012: Trick – przedstawiciel MSZ
- 2013–2014: To nie koniec świata – szef Kamili i Pawła
- 2013: Barwy szczęścia – Kosecki, prezes „Biomeru”
- 2014: Komisarz Alex – ksiądz Adam (odc. 56)
- 2014: Na krawędzi 2 (odc. 2)
- 2015: Nie rób scen – notariusz (odc. 3)
- 2018: Dziewczyny ze Lwowa – prokurator (odc. 39)
- 2019–2020: W rytmie serca – detektyw Walczak (odc. 62, 64)
- 2021: Komisarz Mama – psycholog (odc. 6)

## Polski dubbing
- 1958–1962: Pies Huckleberry – Pies Huckleberry
- 1960–1966: Flintstonowie
- 1972–1973: Nowy Scooby Doo – Joker
- 1972: Arka Yogiego – pies Huckleberry
- 1974: Hong Kong Phooey –
  - Profesor (odc. 6, 10),
  - Kędzior (odc. 16)
- 1977–1980: Kapitan Grotman i Aniołkolatki
- 1980: Pierwsza wigilia Misia Yogi – Huck
- 1984–1987: Łebski Harry –
  - Szczęściarz (odc. 2a),
  - burmistrz (odc. 3a),
  - pilot lotniczy (odc. 24b),
  - profesor Finn (odc. 25b)
- 1985: Yogi, łowca skarbów – Pies Huckleberry
- 1985–1991: Gumisie
- 1987–1990: Kacze opowieści (nowy dubbing z 2007 roku) –
  - kapitan Broda (17),
  - Armstrong (6),
  - Sherlack Jones (25)
  - różne głosy
- 1987: Miś Yogi i czarodziejski lot Świerkową Gęsią – Huck
- 1988: Złych czterech i pies Huckleberry – Pies Huckleberry
- 1989: Wszystkie psy idą do nieba – A’psik
- 1990–1994: Super Baloo – Ciapata
- 1990–1994: Przygody Animków – prosiak Pucuś
- 1991: Słoń Benjamin – Ojciec Ottona
- 1992: W 80 marzeń dookoła świata
- 1992–1998: Batman – Komisarz James Gordon
- 1992–1995: Sprycjan i Fantazjo – Louis Lagare
- 1992: Tom i Jerry: Wielka ucieczka
- 1992: Przygody Animków: Wakacyjne szaleństwo – Prosiak Pucuś
- 1994: Asterix podbija Amerykę – Juliusz Cezar
- 1994–1998: Spider-Man – John Jameson
- 1995: Co za kreskówka!
- 1996–1997: Incredible Hulk – Doktor Dziwny (Strange) (odc. 16)
- 1996: Walter Melon
- 1996: Kosmiczny mecz
- 1996: Elmo ratuje Boże Narodzenie – Żółtodziób
- 1996: Wszystkie psy idą do nieba 2 – A’psik
- 1996–1999: Wszystkie psy idą do nieba – A’psik
- 1997–1998: Przygody Olivera Twista
- 1997–2004: Johnny Bravo –
  - Don Knotts (odc. 55, 67a),
  - Koń Ubraniokrad (odc. 58),
  - Pies Huckleberry (odc. 67b)
- 1998–1999: Szalony Jack, pirat – Snuk
- 1998: Przygody Kuby Guzika – Tong
- 1998: Przygody Mikołaja – Swamollo
- 1998: Dragon Ball Z
- 1999–2004: Rocket Power
- 1999–2003: Nieustraszeni ratownicy
- 1999: Inspektor Gadżet
- 1999–2000: Dilbert – Wally
- 1999–2004: Świat Elmo –
  - Żółtodziób,
  - Książę
- 2001–2006: Liga Sprawiedliwych –
  - Doktor Erlic,
  - Kapitan,
  - Andre
- 2001–2004: Samuraj Jack
- 2001: Potwory i spółka
- 2002–2007: Kim Kolwiek –
  - Pracownik Smarty Marta,
  - Pomocnik prezesa firmy niegodziwców
- 2002–2005: Co nowego u Scooby’ego? –
  - Policjant,
  - Pan Porciasty,
  - Profesor William Fagen Higginson,
  - Grek, który próbował oddać Daphne torebkę,
  - Mężczyzna w stroju lwa,
  - Szeryf
- 2002: Cyberłowcy – Matemat
- 2002–2007: Bawmy się, Sezamku – Żółtodziób
- 2003–2005: Kaczor Dodgers
- 2003: Batman: Sprawiedliwość ponad wszystko – Alfred Pennyworth
- 2003–2004: Megas XLR
- 2004–2008: Drake i Josh – Tata Mindy Crenshaw (odc. 31)
- 2004–2008: Batman – James Gordon
- 2004–2007: Danny Phantom –
  - Pani Tetslaf,
  - Król Sera,
  - Koń,
  - Pilot (odc. 16),
  - Damon
- 2004–2006: Brenda i pan Whiskers
- 2004: Mickey: Bardziej bajkowe święta
- 2004: Klinika małych stworzeń – Lektor
- 2004: Iniemamocni
- 2004: Żony ze Stepford
- 2004: Shrek 2 – Prezenter na balu
- 2004: Thunderbirds – Parker
- 2004: Gwiezdne jaja: Część I – Zemsta świrów – Naczelnik stacji
- 2004: Hi Hi Puffy AmiYumi – Kaz
- 2004: Świat podróży według Ediego – Lektor
- 2004: Ziemniak – ostatnie starcie – Fredek Cichacz
- 2005: Porażki Króla Artura – Artur
- 2005: Czerwony Kapturek – prawdziwa historia – Beczykłak
- 2005–2007: Podwójne życie Jagody Lee – Jeden z demonów Piratas
- 2005–2008: Harcerz Lazlo – Bezkark
- 2005: Stubbs the Zombie in Rebel Without a Pulse – Naukowcy
- 2005–2008: Ben 10 –
  - Kane North (odc. 34),
  - Strażnik (odc. 35, 37),
  - Ochroniarz (odc. 36),
  - Inżynier NASA (odc. 37)
- 2005–2007: Awatar: Legenda Aanga – Chong (odc. 22)
- 2005: Robotboy – Gipsobot
- 2006–2007: Lola i Virginia –
  - Profesor (odc. 4b),
  - Dyrektor szkoły (odc. 9a)
- 2006: Pajęczyna Charlotty
- 2006: Wpuszczony w kanał – Policjant
- 2006: High School Musical – Dyrektor East High School
- 2006: Wymiennicy –
  - Pan Vanderbosh,
  - Phil Mygrave (odc. 3b),
  - Mistrz Phu (odc. 12b),
  - Agent G (odc. 21)
- 2006: Zawiadowca Ernie – Ivor (odc. 6)
- 2006: Ōban Star Racers – Don Wei
- 2006: Kudłaty i Scooby Doo na tropie – Docent Manuel Małpuś (odc. 9)
- 2007: Lucky Luke na Dzikim Zachodzie – Crazy Wolf
- 2007: Koń wodny: Legenda głębin
- 2007: Shrek Trzeci
- 2007: Don Chichot – Hrabia
- 2007–2008: Zajączkowo – Błazen
- 2007: Przygody Sary Jane – policjant (odc. 21); Harry Sowersby (druga wersja)
- 2007: Fineasz i Ferb –
  - Clyde Flynn,
  - Reg Fletcher (odc. 22a)
- 2007: Mass Effect – Nawigator Pressly
- 2007: Film o pszczołach
- 2007: Pradawny ląd – Pan Trójróg, ojciec Cery
- 2007: Sushi Pack
- 2008: Scooby Doo i król goblinów – Gibles / Śpiew piosenek
- 2008: Garfield
- 2008: Wyspa Nim
- 2008: True Jackson – Max
- 2008: Fallout 3 – Stanley
- 2008–2013: Pingwiny z Madagaskaru – Dale
- 2008–2009: Strażnicy z Chinatown – Feng
- 2008: Batman: Odważni i bezwzględni – Profesor Nichols
- 2009: Dragon Age: Początek –
  - Emisariusz Caron,
  - Vartag Gavorn,
  - Kontakt Blackstone’a
- 2009: Góra Czarownic – Szeryf Anthony
- 2009: Harry Potter i Książę Półkrwi – profesor Horacy Slughorn
- 2009: Planeta 51 – Profesor Kipple
- 2009: Mikołajek – Egzaminator
- 2009: Potwory kontra Obcy
- 2009: Klopsiki i inne zjawiska pogodowe
- 2009: Power Rangers RPM –
  - Generał Shifter,
  - Marcus Truman
- 2010: Zemsta futrzaków – Wilson
- 2010: Artur i Minimki 3. Dwa światy
- 2010: Harry Potter i Insygnia Śmierci: Część I – Horacy Slughorm
- 2010: Mass Effect 2 –
  - Nawigator Pressly,
  - Talid,
  - Sprzedawca gier na Cytadeli
- 2010: Scooby Doo i Brygada Detektywów –
  - Hugh Dederdee (odc. 13),
  - Argus Fentonpoof (odc. 19),
  - Dr Spike Cavanaugh (odc. 20)
- 2010: Taniec rządzi –
  - Theodore Van Glorious,
  - Pan Polk,
  - Larry Diller
- 2010: Arcania: Gothic 4 – Merdarion
- 2010: Królik Bugs: Zakręcona opowieść wigilijna – Porky
- 2011: Opowieść Wigilijna Smerfów – kucharz
- 2011: Śmieszaczki – Puszek
- 2011: Giganci ze stali – sędzia
- 2011: Tajemnice domu Anubisa – Frederick Mercer
- 2011: Harry Potter i Insygnia Śmierci: Część II – Horacy Slughorm
- 2011: Rango – Merrimack/Spirit
- 2011: Heca w zoo
- 2011: Smerfy – kucharz
- 2012: Piraci! – admirał Collingwood
- 2012: Królewna Śnieżka – Brighton
- 2012: Ralph Demolka – Gene
- 2012: Niesamowity Spider-Man – George Stacy
- 2012: Avengers
- 2012: Mega Spider-Man – Woźny
- 2013: Jeździec znikąd – pastor
- 2013: Nicky Spoko – Charlie Cement
- 2013: Hulk i agenci M.I.A.Z.G.I. –
  - Stan sprzedawca (odc. 1),
  - Blastaar (odc. 3),
  - burmistrz Stan (odc. 10)
- 2014: Tajemnicze Złote Miasta – Ambrozjusz
- 2014: Mixele – Zaptor
- 2014: Pac-Man i upiorne przygody – pan Scalak
- 2014: Niesamowity Spider-Man 2 – George Stacy
- 2014: Gang Wiewióra – Herszt
- 2014: Wojownicze Żółwie Ninja
- 2016: Elena z Avaloru – Raymundo
- 2018: Mary Poppins powraca – portier